# Jacques Dutronc
Jacques Dutronc (* 28. duben 1943, Paříž, Francie) je francouzský šansoniér a herec.

## Životopis
V letech 1963–1964 byl kytaristou skupiny El Toro et les Cyclones, která zveřejnila řadu EP. Po skončení vojenské služby pracoval jako asistent Jacquese Wolfsohna, uměleckého ředitele Vogue Records. Mimo jiné aranžoval písně několika umělců, jako Zou Zou či Cleo. Koncem roku 1965, nebo začátkem 1966 se seznámil s novinářem a textařem Jacquesem Lanzmannem, spolu začali dělat písně pro interprety z nichž se později stali hvězdy.
Poté, co si vyslechl Wolfsohn Dutroncovu demonahrávku připravované písně, navrhl mu, aby píseň sám nazpíval. Et moi, et moi, et moi měla velký úspěch a v září 1966 byla na druhém místě francouzské hitparády.
Duo Lanzmann (text) a Dutronc (hudba) vytvořilo množství písní patřících ke klasice francouzského popu (Et moi, et moi, et moi, Les Playboys, Le kaktus, Il est cinq heures, Paris s'éveille). Často bývá přirovnáván k Rayovi Daviesovi z The Kinks. Typická je pro něj ironie, či parodující odstup. Slaví mládí a současně se z ní vysmívá.
Filmem Antoine et Sébastien v roce 1973 začal svou druhou kariéru jako herec. Do svých filmů ho obsadili režiséři Jean-Luc Godard, Claude Lelouch, Andrzej Żuławski, Maurice Pial a mnoho dalších známých francouzských režisérů, díky čemuž se začal věnovat více filmu než hudbě.
Od roku 1981 byl ženatý se zpěvačkou Françoise Hardy († 2024), se kterou žili v Monticello na Korsice. Jejich syn Thomas (* 1973) je také hudebník a herec a spolupracoval s otcem na několika albech.

## Diskografie (výběr)
- 1966: Et moi, et moi, et moi (Disques Vogue)
- 1966: Les Playboys (Vogue)
- 1966: Les kaktus (Vogue)
- 1966: Jacques Dutronc (Vogue)
- 1967: J'aime les filles (Vogue)
- 1967: Le plus difficile (Vogue)
- 1968: Il est cinq heures, Paris s'éveille (Vogue)
- 1968: Disque d'or de la chanson (Vogue)
- 1968: Le Courrier du cœur (Vogue)
- 1968: L'opportuniste (Vogue)
- 1968: A tout berzingue (Vogue)
- 1968: La Seine (Vogue)
- 1969: L'aventurier (Vogue)
- 1969: L'hôtesse de l'air (Vogue)
- 1970: A la vie à l'amour (Vogue)
- 1980: Guerre et pets (Gaumont Musique WEA)
- 1992: Dutronc au casino (Columbia)
- 2003: Madame l'existence (Columbia)

## Filmografie (výběr)
- 1973: Antoine et Sébastien
- 1975: L'important, c'est d'aimer
- 1976: Le bon et les méchants
- 1976: Mado
- 1976: Violette et François
- 1977: L'État sauvage
- 1979: Le mors aux dents
- 1979: Le retour à la bien-Aimée
- 1979: À nous deux
- 1980: Sauve qui peut (la vie)
- 1981: Malevil
- 1981: L'ombre rouge
- 1982: Paradis pour tous
- 1983: Une jeunesse
- 1983: Tricheurs
- 1989: Mes Nuits sont plus belles que vos jours
- 1989: Chambre à part
- 1991: Van Gogh
- 1992: Toutes peines confondues
- 1998: Place Vendôme
- 2000: Merci pour le chocolat
- 2002: Líbejte se, s kým je libo
- 2007: UV
- 2007: Le deuxième souffle
- 2010: Joseph et la fille